# قائمة ملوك جليقية
تحتوى القائمة على ملوك وملكات جليقية، منذ مجيء السويبيون حتى يومنا هذا.

## قائمة ملوك جليقية

### أ
- أردونيو الثالث ملك ليون
- أردونيو الثاني ملك ليون
- أردونيو الرابع ملك ليون
- ألفونسو التاسع ملك ليون
- ألفونسو الثالث ملك أستورياس
- ألفونسو الحادي عشر
- ألفونسو الخامس ملك ليون
- ألفونسو الرابع ملك ليون
- ألفونسو السابع ملك قشتالة
- ألفونسو السادس ملك قشتالة
- ألفونسو العاشر
- أوراكا ملكة قشتالة

### إ
- إنريكي الرابع ملك قشتالة
- إيزابيلا الأولى ملكة قشتالة

### ب
- برمودو الثالث ملك ليون
- برمودو الثاني ملك ليون
- بيدرو ملك قشتالة

### خ
- خوان الأول ملك قشتالة
- خوان الثاني ملك قشتالة
- خوان من قشتالة
- خوانا الأولى

### ر
- راميرو الثالث ملك ليون
- راميرو الثاني ملك ليون
- ريموند البورغندي

### س
- سانتشو الرابع ملك قشتالة
- سانشو الأول ملك ليون
- سانشو الثاني ملك قشتالة

### غ
- غارسيا الثاني ملك جليقية

### ف
- فرناندو الأول ملك ليون وقشتالة
- فرناندو الثالث ملك قشتالة
- فرناندو الثاني
- فرناندو الثاني ملك ليون
- فرناندو الرابع
- فرويلا الثاني ملك ليون
- فيليب الأول ملك قشتالة

### ك
- كونستانس من قشتالة (دوقة لانكاستر)

### ه
- هرميريكوس
- هنري الثالث ملك قشتالة
- هنري الثاني ملك قشتالة

تصنيفات:
- أشخاص من غاليسيا
- جليقية
- ممالك إسبانيا
- ألقاب نبالة برتغالية
- ملوك إسبانيا
- ملوك ليون
- ملوك قشتالة
- ملوك أستورياس
- تاريخ غاليسيا

تصنيف مخفي:
- قالب تصنيف كومنز بوصلة كما في ويكي بيانا